# Верне (Алье)
Верне́ (фр. Verneix) — коммуна во Франции, находится в регионе Овернь. Департамент коммуны — Алье. Входит в состав кантона Восточный Монлюсон. Округ коммуны — Монлюсон.
Код INSEE коммуны — 03305.

## Население
Население коммуны на 2008 год составляло 570 человек.
| 1962 | 1968 | 1975 | 1982 | 1990 | 1999 | 2008 |
| ---- | ---- | ---- | ---- | ---- | ---- | ---- |
| 604  | 619  | 556  | 538  | 574  | 584  | 570  |

## Экономика
В 2007 году среди 361 человек в трудоспособном возрасте (15—64 лет) 268 были экономически активными, 93 — неактивными (показатель активности — 74,2 %, в 1999 году было 70,2 %). Из 268 активных работали 236 человек (134 мужчины и 102 женщины), безработных было 32 (13 мужчин и 19 женщин). Среди 93 неактивных 24 человека были учениками или студентами, 34 — пенсионерами, 35 были неактивными по другим причинам.